# Скенер за цело тело
Скенер за цело тело је високософистицирани радиофрекфентни уређај који ствара слику нагог тела скениране особе кроз одећу. Намењен је за безбедносну проверу путника и превентивно откривање скривених предмета испод одеће (оружја, експлозива, дроге итд) без физичког уклањања (скидања) одеће и директног физичког контакта. Холандија је била прва земља у свету која је инсталирала овај уређај на свом аеродрому. Од тада они се све више користе на аеродромима, железничким станицама, царинским прелазима у многим земљама. Од 7. децембра 2011 започела је примена Препоруке ЕУ о њиховој званичној примени (након вишемесечног пробног испитивања на преко 800.000 добровољаца) по којој се скенер за цело тело може примењивати на аеродромима чланица Европске уније, само ако одлуку за њихову примену донесе свака чланица појединачно.
Данас, савремни типови скенер за цело тело, користе безопасне врсте зрачења која пролазе кроз одећу, али не продиру у тело. Уместо тога, таласи се „одбијају“ и враћају назад на специјалну плочу уређаја који на основу њих ствара слику тела и било којих других ствари сакривених погледу испод одеће. Када су први пут представљени скенери за цело тело, било је релативно мало доступних објективних информација о њиховој релативној здравственој сигурности, посебно деце и особа са уграђеним пејсмејкерима и ИЦД-овима. Пошто зрачење ових уређаја не продире у тело кроз кожу, сада се са великом сигурношћу зна да су скенери за цело тело безбедни за људе који имају уграђене ове уређаје, као и за децу.
Иако је пролазак кроз скенер за цело тело обавезан на већини аеродрома, она се може избећи, ако путник то не жели из било ког разлога. У том случају безбедносна провера може бити обављена на други начин, укључујући и физички преглед.

## Историја
Први безбедности скенер за цело тело развијен је од стране др Стивена Смита, који је развио „Secure 1000“, скенер за цело тело 1992. Он је овај уређај и патенте повезане са њим касније уступио компанији „Rapiscan Systems“ , која га сада производи и дистрибуира као »Уређај за детекцију метала« и »Рендген за контролу пртљага и терета на аеродромима«.
Први пасивни, нејонизујући скенер за цело тело развијен је од стране компаније Локид Мартин (енгл. Lockheed Martin) кроз спонзорство од стране Националног института за правосуђе (НИЈ), Канцеларије за науку и технологију и Лабораторије за истраживања ваздухопловних снага САД. Доказни поступак о валидности и безбедности уређаја спроведен је 1995. од стране агенције енгл. „Defense Advanced Research Projects Agency (DARPA)“ САД.
Права на ову технологију накнадно је стекла компанија енгл. „Brijot Imaging Systems“, у којој је додатно осмишљена комерцијална разреда производне линије за тржиште и подржана производња првог пасивног микроталасног скенера.
Септембра 2018. године, само у Сједињеним Америчким Државама 172 аеродрома је имло скенер за цело тело, као сатавни део безбедностног система аеродрома, са циљем да се идентификују скривени (намерно или не) предмети од метала, пластика, керамике и/или хемијски материјали.

## Намена
Увођења скенара за цело тело у систем обезбеђења авионског и других врста саобраћаја, првенствено је заснована на примени нових безбедносних технологија, са циљем да олакша рад особља и смањи „муке путника и контролора“ на аеродромима и другим прометним местима и уклони потенцијалне безбедносне претње. Основна идеја увођења овог уређаја и ове методе провере има пре свега за циљ да се безбедности ресурси фокусирају на сумњиве путнике и реализује повећана безбедности многобројних транспортних средстава и путника.
Како терористи, на први поглед изгледају као и већина обичних људи применом ове технологије очекује се успешније детектовање опасних материја, дроге, оружја и других експлозивних направа, које они могу носити са собом, без примене повратних рендген сигнала у току прегледа и снимања путника.
Да ли ће нова технологијан која ће приказом детаљних слика неке особе, потенцијално открити опасне путнике и повећати безбедност путника на свим путовањима авионом и другим превозним средствима, или само нарушити приватност неке особе, тек треба да се докаже?

## Принцип рада
Рад скенера за цело тело заснива са на нечему што се зове, регистрација и обрада повратних сигнала, одбијених од људског тела, у виду јасне слике обриса тела и свих предмета на њему, скривених испод одеће - након излагања испитиване особе снопу јонизујућих, рендгенских зрака-(X-зраци) или нејонизујућих, микроталсних зрака. Цео процес скенирања траје до 5 секунди.
Оба уређај у суштини емитују енергију зрачења одређеног интензитета, чији се сигнали након емитовања и додира са кожом, одбијајају од тела скениране особе, и једним делом расипају у околину, а другим очитавају у специјалном уређају, који након компјутерске обраде од њих ствара дигиталну слику обриса тела и скривених предмета испод одеће. Они се од других скенер уређаја разликују по томе што за процес скенирања, користи две камере које региструју одбијене таласе са обе стране тела, једна слеђа и једна спреда.

### Врсте уређаја кроз историју њихове примене
До сада су се у пракси примењивала следећа два типа уређаја (скенера за цело тело):

#### Рендген скенер
Овај скенер је са рендген зрацима, и заснован је на принципима регистрације повратних сигнала јонизујуће (рендген) радијације. У скенеру за цело тело, рендгенско зрачење емитовано из емитера, продире кроз одећу и након одбијања сигнала од коже и предмета на телу доспева у пријемни део апрата који региструје слику нагог тела (која може бити и запамћена) скениране особе. 
Савремени системи за обраду података врше дигиталну обраду сигнала и формирају завршну слику која може бити у виду „негатива“ (обриса контура тела) или „позитива“ (у облику стварног облика скенираног тела).
У начелу овај тип уређаја се практично више не примењује, због штетних последица повратних сигнала јонизујуће (рендген) радијације.

#### Микроталасни скенер
Рад овог скенера заснива се на примени милиметарских таласних дужина зрачења (30–90 GHz) и принципима регистрације повратних МКТ-микроталсних сигнала.
Микроталасни скенер користи нејонизујућу енергију микроталасног радио фреквентног спектра за генерисање тродимензионалне слике тела применом енергије која се као са огледала одбија од тела. Слика коју формира скенер, подсећа на фото негатив, са замагљеним цртама скенираног лица у циљу заштите приватности, а приказује се на екрану монитора за анализу и одређивање присуства потенцијалне претње.
Енергије емитована применом микроталасне технологије хиљаду пута је мања од међународним прописима дозвољене дозе зрачења и енергије коју емитује мобилни телефон за време разговора, према извештајима америчких независних институција; Food and Drug Administration (FDA) Center for Devices and Radiological Health (CDRH); National Institute for Standards and Technology (NIST) on behalf of TSA; Johns Hopkins University Applied Physics Laboratory (APL).
Нови тип микроталасног скенера
Међународни аеродром Денвер у Колораду први је лансирао крајем 2018. године нови технолошки савременији аеродромски скенер за цело тело.
Карактеристике овог скенера су:
- Уређај ради на исти начин као и скенери циелог тијела на аеродромима широм земље.
- Дизајниран је да детектује предмете скривене испод одеће путника применом електромагнетног зрачења.
- Раније је путник морао да уђе у специјалну јединицу (комору) у којој се механизам скенера ротирао око тела, док нови скенер може да изврши потребне провере једноставно тако што ће некога замолити да стане између две јединице (панела) - а не захтева и да се подигну руке, што је олакшавајућа околност за путнике који из одређених разлога тешко могу да подигну руке преко главе.
- Процес скенирања у секундама је краћи од старијих јединица - што смањује времена чекања на аеродрому.[12]

### Мере предострожности да се не би активирао аларм на скенеру
Како се путник не би додатно малтерирао у случају активације аларма, након откривања одређеним „скривених” предмета (материјала), треба предузети следеће мере предострожности:
- Ограничити употребу накита на видљиве предмете нпр. мале наушнице, свадбене или вереничке прстене, наочаре.
- Носити одећу без квачица, металних дугмади или металних украса.
- Уклоните скривене пирсинге пре летења.

Ако се укључи аларм, путнику се прво даје прилика да уклони све сумњиве предмете пре поновног скенирања. Међутим, ако се аларм поноово активира, путник подлеже физичкој провери.

## Предности и мане
Предности скенера за целог тело
- Брже откривање потенцијалних терориста и спречавање промета и трговине недосзвољеним материјама (дрога, новац, злато итд)
- Већа безбедност путника у саобраћају, због мањег ризика од терористичких активности у средствима транспорта
- Ангажовање мањег броја професионалаца за безбедносну проверу што смањује аеродромске трошкове.
- Већи комфор путника јер скенер ослобађа путнике понижење од ручног претреса опипавањем интимних делова тела и свлачења одеће.
- Велика пропусна моћ у односу на класичан начин провере уз помоћ траке, јер скенирање траје до 15 секунди.

Мане скенера за цело тело
- Скенере машине имају могућност да покажу акт површине коже укључујући дојке, гениталије, имплантате и друге вештачке делове тела.
- Скенирања такође показује скривену медицинску опрему, као што су катетери, колостоме, аутоинјектори лекова, урин и фецес кесе итд.
- Могуће непријатности које међу припадници трансродних заједница откривањем интимних делова тела.
- Корумпирани аеродромски радници су, могу користити снимке ових скенера у порнографске и друге сврхе.
- Употреба ових скенера крши Закон о управном поступку, Закон о приватности, верским слободама и Четврти амандман америчког устава према наводима енгл. Electronic Privacy Information Center (EPIC) САД, који је и поднео тужбу америчком суду за суспензију и уклањање распоређених скенера за цело тело на аеродромима у САД.[3]
- Могући штетни утицаји на здравље, чија штетност могже посебно бити изражена код деце, старијих особа, хроничних болесника и трудница.

## Дилеме
Основне дилема за и против увођења ове методе су;
Да ли ће скенер довести до веће безбедности?
Да ли ће ова технологија снимање прецизних (па и интимних) слика свих потенцијално опасних путника довести до веће безбедности, једна је од кључних дилема, имајући у виду да тренутна технологија може успешно да детектује опасне материје, оружје и експлозива без репродукујућих дигитална слика тела путника. Зашто онда путнике излагати додатном зрачењу?
Стручњаци признају да је безбедносно немогуће елиминисати све потенцијалне претње по путовања авионом и да је примена „повратних рендген технологија“ само метода одвраћања, а не решавања потпуне сигурност путовања авионом? Ако је то тачно, да ли је онда вредан труда покушај уласка у приватност путника да би се одвратили терористи?
Да ли је скенер нешто више од средства за откривање терориста?
Примена досадашњих безбедносних технологија и повећаног скрининг је такође довело до повећаног откривање ненасилних кривичних дела. Зато се поставља питање да није примена „повратних рендген технологија“ и других облика скрининга над путницима авиона више од средства за откривање терориста?
Да ли је скенирање деце незаконита радња?
Да ли примена скенера крши законе о дечјој порнографији, пошто се у суштини откривају и гениталије и да ли треба изузети путнике млађе од 18 година од скенирања целог тела?
У Великој Британији, скенери можда крше Закон о заштити деце из 1978. стварањем слика или псеудослика голе деце. Такође родитељи су се жалили да се њихова деца практично претресају и излажу скенеру, понекад и без присуства родитеља.
Да ли скенирање угрожава права ЛГБТ особа?
Чланови трансродних заједнице такође изражавају забринутост да ови уређаји за њих могу бити веома непријатни, јер откривају њихову полност. 
Да ли скенирање врши дискриминацију мањинских заједница?
Ови скенери нису у стању да детектују предмете скривене испод бурке, хиџаба, турбана, као и неких других делова гардеробе, неких мањинских заједница. Људи који носе такву одећу подвргавају се поред скенирања целог тела и другим методама скенирања. Ово може изазвати код припадника ових заједница додатно излагање радијацији и осећај малтретирања и незадовољства.

### Утицај на здравље

#### Здравствени утицај рендгена за цело тело
У процесу скенаирања тела, крећу се милиони електрона по површини или близу површине коже. Како расипање рендген зрака (јонизујућег зрачења), карактерише веома велики број расутих електрона, то ствара могућност да они ремете равнотежу електролита у флуидима тела. Такође одбијеним сигналима (рендгенског зрачење), не само да су излажени скенирани путници, већ и особе из аеродромског обезбеђење, које мора да стоји или седи непрстано док апарат ради, контролише и регулише проток путника.
Овако настало рендгенско зрачење, иако је ниског интензитета и средње енергије, по природи његово дејство зависиће од интензитета енергије фотона, која је у интеракцији са површином тела. Оперативни безбедносни нормативи (који су прописани за откривање оружја скривеног било где на површини тела) захтевају да интимни делови тела на снимку не буде замагљени коришћењем филтера, јер би у том случају сврха скенирања изгубила на значају. 
Управо због тога, не постоји ниједна могућност заштите гонада од повратних сигнала рендген-скрининг систем, чији је интензитет сигнала већи од стандардизованих безбедностих захтева за клиничке рендгенске процедуре. Зато ова врста скрининга може представљати велики ризик за бебе, децу, старије особа, болесници и трудница (прве четири категорије имају слаб имунски систем, а зрачење код пете категаорије може да нанесе трајна оштећења, нерођеном детету у утроби мајке).

#### Здравствени утицај микроталасног скенера
Докази у вези здравствених проблема које мож изазвати примена микроталасних скенер је конроверзан. Док нека истраживања покушају да одбаце страх од нежељених последица, на основу чињенице да активни скенери емитују нејонизујуће зрачење, које је милиметарске таласне дужине, и за које се претпоставља да је мање штетно. Други то одбацују, и на основу лабораторијских истраживања, указују да постоје механизми који изазивају скраћење животног века ћелија, а код особе са оштећеним видом и генетску преосетљивост након излагања зрачењу милиметара таласне дужине.
Недавне студије идентификовале су механизме утицаја зрачења милиметарских таласних дужина на опстанак и дужину животног века човека, која повезују са променама у ћелијској мембрани, генској експресији и сигналним путевима који контролишу све ћелијске функције.
Друга студија из 2014. године показала је да микроталасно зрачење може да утиче на „рекомпоновање“ гена и због тога да утиче и на промену фенотипских својства ћелија.
У експериментима такође из 2014. године, у којима су коришћени „ин витро“, ћелијске културе, модели ткива, као и у недавно спроведеним „ин виво“ студијама, откривено је да да терахерцни микроталасни импулси, у изложеним ћелијама и ткивама у одсуству термичких ефеката, могу изазвати ћелијске и молекуларне промене. Ове студије показале су да интензивна, зрачења могу изазивати фосфорилизацију H2AX, индикативна оштећења ДНК, и тиме истовремено активирацију штетних одговоре на оштећења ДНК у људским ткивима. Како многи погођени гени имају важне функције у епидерму коже њихова диференцијација укључује појаву рака коже и других инфламаторна стања коже.
Терахерцно зрачење примењено у једној студији, објављеној у Journal of Quantum Electronics 2014. годиме, идентификовало је оштећења ДНК у леукоцитима људске крви.
Тим из Националне лабораторије у Лос Аламосу утврдио је да, иако су снаге које имају терахерцни таласи мале, да они могу да изазову промене у дволанчаном низу ДНК. Наиме у одређеним околностима њихови резонантни ефекти могу на ланацу ДНК, изазову његово кидање или раздвајање. Овај процес настаје као последица стварања „мехурића“ у ланацу ДНК који могу значајно да интерферирају са процесима као што су генске експресије и репликацији ДНК.
Једна од студија такође је утврдила да излагање микроталасном зрачењу смањује метастазе туморских ћелија? Међутим, према наводима опонената, ова студија у истраживањима је користила таласе другојачије фреквенције (42,2 GHz) од оних које се користе у скенерима за цело тело, тако да она није прихватљива код примене микроталалсних скенера на аеродромима.

## Личне мере заштите од „злоупотреба” скенера
Имајући у виду да неки путници желе да спрече губитак приватности или могуће здравствене проблема или генетска оштећења која могу бити повезана са скенирањем повратним снопом рендгенских зрака, на тржишу се повавило неколико техничких решења, па тако:
- Једна компанија продаје доње рубље које апсорбује рендгенске зраке, и наводе у упутству да рубље има рентгенску апсорпцију једнаку 0,5 мм олова.[30]
- Други производ, Flying Pasties, заштитни прекривач, посебно дизајнирана за мушкарце и жене који је намењен да затамни већину интимних делова људског тела    на стадионима, аутопутевима и другим контролним пунктовима где се користи скенер за цело тело. Међутим у опису овог производа не наводи се никаква заштита од рендгенског или другог зрачења која продире у тело особа која се скенира из безбедносних разлога.[5]